# Dan Dănilă
Dan Dănilă (* 28. Juli 1954 in Șura Mică, Kreis Sibiu) ist ein rumänischer Schriftsteller, Maler und Übersetzer.

## Leben und Werk
Dan Dănilă besuchte das Gymnasium für bildende Künste in Sibiu und legte 1973 die Reifeprüfung ab. Er lebt und arbeitet seit 1990 in Leonberg in Baden-Württemberg. Er ist Mitglied des Rumänischen Schriftstellerverbandes.
Dan Dănilă veröffentlicht regelmäßig Grafiken, Essays, Lyrik und Prosa sowie Übersetzungen deutscher, englischer und französischer Dichtung in internationalen literarischen Zeitschriften und Anthologien wie Gefährliche Serpentinen / Serpentine periculoase (Galrev Verlag, Berlin 1998), Homme de lettres et Angelus tutelaris (Geest-Verlag, Ahlhorn 2000), Rumänische Schriftsteller in Deutschland (Verlag R. F. Barbulescu, München 2006) oder Zuhause nur im Wort (Pop Verlag, Ludwigsburg 2009).
Dănilăs Gemälde, Skulpturen und Grafiken wurden in verschiedenen Ausstellungen in Sibiu gezeigt.

### Gedichtbände auf Rumänisch
- Dintr-un sertar. (Aus einer Schublade). Thausib-Verlag, Sibiu 1993, ISBN 973-95855-0-7.
- Parcul salvat. (Der gerettete Park). Hermann-Verlag, Sibiu 1994, ISBN 973-95901-9-5.
- Fals tratat despre seară (Abendliche Pseudologie). Hermann-Verlag, Sibiu 1998, ISBN 973-95901-2-8.
- Poeme (Gedichte). Autor-Ausgabe, Leonberg 2000.
- Neliniștea din cuvinte. (Der Worte Unrast). Galateea-Verlag, Königsbrunn 2004, ISBN 3-9809358-1-7.
- Calendar poetic. (Poetischer Kalender). BrumaR-Verlag, Timișoara 2006, ISBN 973-602-215-3.
- 50 de poeme. (50 Gedichte). Timpul-Verlag, Iași  2009, ISBN 978-973-612-348-1.
- Atlantida există. (Atlantida existiert). Limes-Verlag, Cluj 2011, ISBN 978-973-726-602-6.
- Sonetele din Suabia. (Die Sonette aus Schwaben). Limes-Verlag, Cluj 2012, ISBN 978-973-726-787-3.
- Dimineață târzie. (Später Morgen). Limes-Verlag, Cluj 2013, ISBN 978-973-726-731-3.
- Ispita labirintului. (Die Versuchung des Labyrinthes). Karth-Verlag, București 2014, ISBN 978-60693657-6-2.
- Aerul călătoriilor.  (Reisenluft). Cenaclul de la Păltiniș-Verlag, Sibiu 2015, ISBN 9786068607108.
- Orașe ascunse.  (Versteckte Städte). Armanis-Verlag, Sibiu 2016, ISBN 9786068595436.
- Poems (1973-2013).  Armanis Verlag, Sibiu 2018, ISBN 9786069006160.
- Jurnalul lui Ulise. (Ulise`s Tagebuch). Armanis-Verlag, Sibiu 2019, ISBN 9786069006641.
- Elegii pozitive. (Positive Elegien). Eikon-Verlag, Bukarest 2020, ISBN 9786064904003.
- 68 de sonete. (68 Sonette). Eikon-Verlag, Bukarest 2022, ISBN 9786064906281.
- Sibiu - Acurele și poezii. (Sibiu - Aquarellen und Gedichte). Eikon-Verlag, Bukarest 2022, ISBN 9786064906700.

### Übersetzungen ins Rumänische
- Wolf von Aichelburg: Gedichte / Poezii. zweisprachig, Hermann-Verlag, Sibiu 1996, ISBN 973-97285-4-5.
- François Villon: Balade / Ballade. zweisprachig, Hermann-Verlag, Sibiu 1997, ISBN 973-97815-5-1.
- Georg Scherg: Sommerliches Divertimento / Divertiment estival. Leonberg 1998.
- Rainer Maria Rilke: Versuri / Verse. Hermann-Verlag, Sibiu 1999.
- Rainer Maria Rilke: Poeme alese / Ausgewählte Gedichte. SÆCULUM-Verlag, Sibiu 2002, ISBN 973-99499-4-0.
- Walter Roth: Cântecul pescarilor... (Gesang der Fischer...) – Dacia XXI Verlag, Cluj 2010, ISBN 978-606-604-089-1.
- Wolf von Aichelburg: Gedichte-Poezii. (zweite Auflage), InfoArt Media Verlag, Sibiu 2011, ISBN 978-606-8341-11-8.
- Helge von Bömches „Blick hinten die Kulissen...“: Privire în culise sau Jurnalul unei vieți de cântăreț de operă. Verlag HORA, Sibiu 2012, ISBN 978-606-8399-01-0.
- François Villon Le Lais ou le Petit testament /  Diata sau Testamentul mic.  Eminescu Verlag, București 2015, ISBN 978-973-22-1166-3
- François Villon Das große Testament /  Testamentul mare.  EIKON Verlag, București 2021, ISBN 978-606-49-0504-8
- Etienne de La Boétie Sonette /  Sonete.  EIKON Verlag, București 2021, ISBN 978-606-49-0559-8